# La Sierpe
La Sierpe ist ein Ort in der Provinz Salamanca, in der Autonomen Gemeinschaft Kastilien-León in Spanien. Er ist 42 km von der Provinzhauptstadt Salamanca entfernt.
2024 hatte die Gemeinde 42 Einwohner auf einer Fläche von 14,86 km². Er liegt auf 927 m und hat die Postleitzahl 37762.

## Geschichte
Die Geschichte von La Sierpe geht bis ins 15. Jahrhundert zurück, als der Ort in den Herrschaftsbezirk Peña del Rey integriert und der Jurisdiktion von Salamanca unterworfen wurde. Als im Jahr 1833 die heutigen Provinzen ins Leben gerufen wurden, wurde La Sierpe in die Provinz Salamanca in der Region Leon integriert.